# Agamemnon Schliemann
Agamemnon Schliemann (grec moderne : Αγαμέμνων Σλήμαν, né le 16 mars 1878 à Paris et mort le 11 novembre 1954 à Neuilly-sur-Seine) est un homme politique et diplomate grec.

## Biographie
Il est le fils du célèbre archéologue allemand Heinrich Schliemann et de sa seconde épouse grecque Sophia Engastromenou.
Il perd son père à l'âge de 12 ans, puis étudie à Paris et y obtient son doctorat.
Il effectue un voyage aux États-Unis en 1900, et y acquiert la nationalité américaine facilement car son père la possédait aussi.
En mars 1902, il est responsable d'un accident de voiture à Paris où il renverse et tue l'écrivain breton Narcisse Quellien.
Dans la foulée désirant épouser Nadine de Bornemann, jeune parisienne de 16 ans d'origines dano-britanniques, ils embarquent au Havre pour New York où ils se marient en juin 1902.
En 1914, alors représentant du district régional de Larissa au parlement grec, il devient l'ambassadeur de Grèce aux États-Unis,.
Après son divorce, il rencontre des difficultés financières qui contraignent sa mère à vendre l'« Iliou Melathron » — hérité de son père — au gouvernement grec en 1926. Nadine épousera plus tard Konstantinos Tsaldaris.
En 1937, Agamemnon et sa sœur Andromache donnent à un enseignant allemand, Ernst Meyer, les droits exclusifs sur la publication des lettres de leur père.
En 1939, il fonde avec Nikolaos Plastiras, Sophoklis Venizelos, Periklis Argyropoulos et Komninos Pyromaglou le comité contre le Coup d'État d'Ioánnis Metaxás. Le comité publie un journal nommé Elefheria (signifiant « Liberté »). En mai 1940 le comité doit s'exiler dans le sud de la France et est finalement dissous.